# 의약품 리베이트 쌍벌제
의약품 리베이트 쌍벌제는 리베이트를 주는 사람과 받는 사람을 모두 처벌하는 대한민국의 보건법이다. 판매 촉진을 목적으로 한 금전, 물품, 편익, 노무, 향응 등 각종 리베이트를 준 사람은 물론, 리베이트를 받은 의료인도 처벌하는 제도로 지난 2010년 11월부터 시행되어 왔다.

## 효과
2012년, 대한민국 국회 입법조사처가 52개 제약회사(국내 2개사, 다국적 9개사, 기타 21개사)를 설문조사한 결과, 의약품 리베이트 쌍벌제 시행 이후 거래처인 의사,약사의 리베이트 요구가 줄었다는 응답이 91.7%였다.

## 비판
'리베이트 쌍벌제' 시행 후 5600여명에 달하는 의약사가 적발됐지만, 실제 처벌로 이어지는 경우는 소수에 불과한 것으로 나타났다. 포괄위임 금지의 원칙과 죄형법정주의 '명확성 원칙'위반이여서 위헌이라는 주장도 있다.

## 보건복지부 리베이트 쌍벌제 관련 인정범위 시행규칙

### 법률에서 위임된 허용 가능한 경제적 이익 등의 범위

##### 견본품 제공
- “견본품” 또는 “sample”을 표시한 최소 포장단위 최소 수량의 의약품‧의료기기

##### 학술대회 지원
- 학술대회 주최자로부터 지원받는 국내·외 학술대회의 발표자, 좌장, 토론자의 교통비, 식비, 숙박비, 등록비

##### 임상시험 지원
- 임상시험에 필요한 임상시험용 의약품‧의료기기 및 연구비

##### 제품설명회
- 10만원이하 식음료, 5만원 이하 기념품, 실비의 교통비, 숙박
- 요양기관 직접 방문시 1일 10만원 이하 식음료(월 4회 제한) 및 1만원 이하 판촉물

##### 대금결제조건에 따른 비용할인
- 요양기관이 의약품‧의료기기 거래대금 결재시, 아래와 같은 비용할인

- 1개월: 거래금액의 1.8% 이하, 2개월: 1.2% 이하, 3개월: 0.6% 이하

##### 시판후 조사
- 식약청 승인받은 시판후 조사는 증례당 5만원 이하(추가조사가 필요한 경우 30만원 이하) 사례비

##### 신용카드 포인트
- 신용카드 사용시 결제금액의 1% 이하의 포인트

## 참고 문헌
- 법무법인 세종 의약품 리베이트 쌍벌제 시행
- 법률신문- 2011-11-08 의약품 리베이트 수수 의사·제약사 모두 유죄 쌍벌제 시행 후 첫 판결[깨진 링크(과거 내용 찾기)]
- 서울중앙지법 2011.11.7 선고 2011고합625 판결
- 서울고등법원 2009.05.14 2008누2530 판결
- 보건복지부 2010.12.11 보도자료